# Kreuzebra
Kreuzebra è una frazione della città tedesca di Dingelstädt.

## Storia
Il 1º gennaio 2019 il comune di Kreuzebra venne aggregato alla città di Dingelstädt.